# Living-Room
Albums de Paris Combo
Paris Combo
(1997) Attraction
(2001)
Living-Room est le deuxième album du groupe Paris Combo, édité par PIAS Group en 1999.

## Liste des titres
| No  | Titre                         | Durée |
| --- | ----------------------------- | ----- |
| 1.  | Living-Room                   |       |
| 2.  | Terrien d'eau douce           |       |
| 3.  | Señor                         |       |
| 4.  | Homeron                       |       |
| 5.  | Je suis sourde                |       |
| 6.  | Pas à pas                     |       |
| 7.  | Ubiquité                      |       |
| 8.  | Sous la lune                  |       |
| 9.  | L'Avenir incertain du Titanic |       |
| 10. | Si mon amour                  |       |
| 11. | Chez nous                     |       |
| 12. | Mobil'homme                   |       |